# 高語和
高語和（1911年—？年）。遼北省昌圖縣人。民國37年（1948年）在遼北省選區當選第一屆立法委員。

## 生平[1][2][3][4][5]
- 國立中央大學政治系畢業，法學士
- 革命實踐研究院九期及聯合作戰研究班六期結業
- 國防研究院五期畢業
- 美國伊利諾大學研究
- 軍事委員會歐戰研究會研究委員
- 行政院經濟會議及國家總動員會議軍事組專員及宣傳委員會委員
- 時與潮社特約編輯、主任、經理
- 中外文摘社社長
- 遼北省政府接收專員
- 遼北省西安縣（北豐）縣長
- 資源委員會西安煤礦總經理
- 中央組織部東北黨務設計委員會設計委員
- 律師
- 立法委員黨部委員、常務委員
- 臺灣省黨務北區視導委員